# Alex Alberto García King
Alex García King (Santa Marta, Colombia, 8 de enero de 1958) es un exfutbolista y director técnico colombo-venezolano. Como jugador se desempeñó en la posición de portero. Anteriormente dirigió al club Deportivo Rayo Zuliano.
Alex fue hermano de los ya fallecidos Herbert King (actor), Radamel García (jugador y entrenador) y el tío de Falcao García, delantero colombiano.

## Trayectoria
Como jugador desarrollo su carrera junto a su hermano Radamel García, en los equipos Unión Magdalena e Independiente Santa Fe.
Ya retirado y con tan solo 30 años se inicia en la dirección técnica en el equipo de Mineros de Guayana en el año 1988 donde estuvo hasta 1997. En este club entreno las divisiones menores, fue asistente técnico y finalmente el DT en propiedad dirigiendo la Copa Libertadores 1997.
Asistió a César Farías en dos clubes.
Entre 2001 y 2009 dirigió las categorías menores del Unión Atlético Maracaibo. En 2010 dirige al equipo profesional.
Durante tres temporadas (2011-13) continuó como entrenador en propiedad al mando del Zulia Fútbol Club.
Para la temporada 2013-14 y 2016 dirige al Unión Atlético Falcón.
En 2017 regresa al Zulia Fútbol Club dirigiéndolo en sus categorías menores, en la actualidad (2020) dirige al equipo profesional.

## Clubes

### Como jugador
| Club                   | País     | Año |
| ---------------------- | -------- | --- |
| Unión Magdalena        | Colombia |     |
| Independiente Santa Fe | Colombia |     |

### Otros cargos
| Club               | País      | Año       | Rol                            |
| ------------------ | --------- | --------- | ------------------------------ |
| Mineros de Guayana | Venezuela | 1988-1996 | Asistente técnico              |
| Nueva Cádiz        | Venezuela | 1998-1999 | Asistente técnico              |
| Zulianos           | Venezuela | 1999-2001 | Asistente técnico              |
| UA Maracaibo       | Venezuela | 2001-2009 | Coordinador divisiones menores |
| Zulia              | Venezuela | 2017-2019 | Coordinador divisiones menores |

### Como director técnico
| Club               | País      | Año       |
| ------------------ | --------- | --------- |
| Mineros de Guayana | Venezuela | 1997      |
| UA Maracaibo       | Venezuela | 2010      |
| Zulia              | Venezuela | 2011-2013 |
| Atlético Falcón    | Venezuela | 2013-2016 |
| Zulia              | Venezuela | 2020      |
| TFC Maracaibo      | Venezuela | 2021      |
| Rayo Zuliano       | Venezuela | 2022      |